# NASA
National Aeronautics and Space Administration (NASA) er den amerikanske rumfartsadministration, den amerikanske ækvivalent til det europæiske ESA.
NASA får hvert år 16 milliarder dollars af den amerikanske stat til rumforskning og er dermed det største rumfartsagentur i verden.
NASA's øverste ledelse udnævnes af USA's præsident, men skal godkendes af Senatet. Den øverste ledelse i NASA varetages af en "administrator". Nuværende (2021) administrator af NASA er tidligere senator Bill Nelson, der blev indsat i embedet den 3. maj 2021.
NASA har visioner om at lave rumstationer på Månen og Mars. Man har endnu ikke haft bemandede fartøjer på Mars og ingen månelandinger siden 1972. Det er ikke alene tekniske udfordringer, der vanskeliggør visionen, men også hvor længe menneskekroppen kan opholde sig i lufttomt rum med kosmisk stråling og uden tyngdekraft. Forberedelserne har været i gang længe, og med Den Internationale Rumstation afprøves både teknik og menneskelige faktorer.
Den Internationale Rumstation anses af NASA for at være verdens hidtil største teknologiske projekt.
NASA anvender både grundforskning, målrettet forskning og samarbejder med andre anerkendte forskningsinstitutioner som Berkeley, MIT og også private og internationale rumfartsorganisationer.

## Historie
NASA's forgænger var National Advisory Committee for Aeronautics (NACA), som blev dannet i 1915 for at fremme forskningen inden for luftfart i USA. Den 29. juli 1958 blev NACA reorganiseret og fik kontrol med selve rumprogrammet, som tidligere var blevet udført af forskellige dele af militæret. Samtidig skiftede NACA navn til NASA. Tiden før 1958 var ikke forbundet med skelsættende begiveheder eller opfindelser for NACA's vedkommende. I 2008 fejrerede NASA 50-års jubilæum.
NASA's historie går over en periode på 2 verdenskrige, hvis man tager tiden før 1958 med, nemlig 1. verdenskrig, 2. verdenskrig og Den kolde krig.
Verdenskrigene var medvirkende til at fremme behovet for teknologiske opfindelser. Især inden for flyindustrien med luftvåben, jetmotor, jetfly, militærfly, bombefly, jagerfly og planer om stjernekrig med missilskjold i rummet. Men heldigvis benyttedes flyvemaskinen også til sygetransport, fragt, post og passagerfly.
NASA's adskillelse fra militæret i 1958 var af altafgørende betydning. Forskning i rummet var hovedformålet, budgettet og personalet blev fordoblet, et nyt forskningscenter jet Propulsion Laboratory, for NASA betød det mere rumforskning i stedet for serviceríng af militæret og industrien.
Månelandingen i 1969 er en verdenshistorisk begivenhed og den mest skelsættende for NASA.

### 1903-1919 Flyvning med motor
De amerikanske brødre Orville og Wilbur Wright foretog historiens første flyvning med motor i 1903. I datidens USA blev de anset for være et par mekanikere. Den samtidige videnskabsmand Samuel Pierpont Langley prøvede også at flyve, men med mindre held. Ingen af dem blev taget alvorligt i USA, men i Europa tog man især Wright-brødrenes ideer meget alvorligt. I Frankrig opførtes et militært aeronautik laboratorium af Gustave Eiffel, England byggede også laboratorier. I Rusland oprettede man i 1904 et institut for aeronautik.
Robert H. Goddard havde allerede i 1903 en teori om, at raketmotorer kunne skydes ud i rummet med flydende brændstoffer. Først i 1926 fik han skudt sin første raket med flydende brændstof af.
I 1909 var Europa langt forud med flyvning. USA indså, at det var tid til at følge med. Englands British Royal Aircraft Factory fra 1909 havde den stuktur, USA opbyggede sin første luftfartsorganisation efter. I 1915 stiftedes National Advisory Committee for Aeronautics (NACA). Det var i tiden under 1. verdenskrig, som dog mest foregik i Europa. Men flyindustrien i USA leverede 13,844 fly til Europa i 1917-1918.

### 1919-1960 Verdenskrige
Versaillestraktaten sluttede 1. Verdenskrig i 1919. Traktaten, der skulle forhindre krig, gav anledning til 2. verdenskrig, der startede i 1939. Tyskland med Adolf Hitler i spidsen fik stormagtsambitioner. USA gik ind i krigen i 1941, krigen endte først i 1945 med Hiroshima bomben. Økonomisk hjælp fra USA for at forhindre kommunismens udbredelse i Europa blev sat i værk 1947 med Marshall-planen.
Under 2. verdenskrig designede Wernher von Braun V-2 raketter for Nazi-Tyskland som officer i SS korpset ved Waffen-SS. Produktionen af V-2 raketter blev udført i koncentrationslejrene Mittelwerk og Dora-Mittelbau.
I Nazi-Tyskland blev videnskabsmænd tvunget til at arbejde for regimet, men om det har været tilfældet for von Brauns vedkommende er tvivlsomt, eftersom han fik rang af major. Han blev arresteret af Gestapo i 1944 pga. uoverensstemmelser med Heinrich Himmler. I 1945 overgav han sig til USA som krigsfange og fik derefter kontrakt med USA's militær. Han fik dog først amerikansk statsborgerskab i 1955. USA havde en liste over tyske videnskabsmænd, de gerne ville have fat i. Wernher von Braun var øverst på listen. Andre videnskabsmænd fra Peenemünde kom også til arbejde for NASA under Wernher von Braun, det samme hold, der havde udviklet våben til Nazi-Tyskland, var med til at udvikle USA's rumprogram i 1945-1972. I 1960 blev Wernher von Braun leder af Marshall Space Flight Center, hvor han stod for udviklingen af Saturn V-raketten.

### National Aeronautics and Space Act of 1958
National Aeronautics and Space Act var en erklæring vedtaget i senatet og af præsident Eisenhower om at der skulle oprettes et nyt rumagentur. USAs Kongres havde bestemt, at USA's aktiviteter i rummet skulle være fredsbevarende og være til fordel for hele menneskeheden.
NASA's adskillelse fra militæret i 1958 var af altafgørende betydning. Forskning i rummet blev prioriteret, budgettet og personalet blev fordoblet, et nyt forskningscenter jet Propulsion Laboratory, blev oprettet, og for NASA betød det mere rumforskning i stedet for servicering af militæret og industrien. Keith Glennan blev indsat som leder i NACA, der blev omdøbt til NASA.
Sovjet's Sputnik 1 succesfulde afsendelse i 1957 havde igangsat USA's National Aeronautics and Space Act, og som følge deraf blev NASA til i 1958.

### 1945-1989 Den kolde krig
Under Den kolde krig var verden delt op i Østblokken USSR, Warszawapagten, kommunisme og KGB mod Vesten USA, NATO, kapitalisme og CIA. Den almindelige opfattelse var dengang, at man var på randen til 3. Verdenskrig, og det var helt utænkeligt, at man kunne dele viden om avanceret teknologi.
Stormagterne USA og USSR var i rumkapløb, begge stormagter ville vise teknologisk overlegenhed. Udover våbenkapløb med kernevåben benyttede man avanceret teknologi til spionage. Med spionsatellitter og Echelon-netværket overvågede man fjenden.

#### Sputnik – Først i rummet – USSR
I 1957 sendte USSR Sputnik i kredsløb om Jorden, verdens første satellit i rummet. Rumalderen var begyndt, og USSR førte rumkapløbet.
Verdens første satellit var opsendt af USSR. Østblokken, der på det tidspunkt havde planøkonomi, havde skudt den første satellit af. Der kom et kommercielt satellit-boom i starten af 1960'erne. Kommunikationssatellitter til tv, (vejr), telefoni, trafik og senere satellit tv. Nogle af satellitsystemerne er fælles eje mellem privat og statslige organisationer.

#### Apollo – Først på månen – USA
USA ville svare igen. Præsident Eisenhower ville have en stærkere rumorganisation, NACA blev omstruktureret og omdøbt til NASA i 1958. Der skulle være mere fokus på bemandet rumfart. I 1961 blev Apollo-programmet igangsat, da præsident Kennedy erklærede, at USA ville lande på månen senest 1969. Det skete med Apollo 11. Astronauten Neil Armstrong blev den første mand på Månen i 1969, og USA satte sit flag på Månen.
Inden apolloflyvningerne fandtes Mercury-programmet (1961 – 1963) med testpiloter til de første bemandede rumfartøjer. Derefter Gemini-programmet (1964 – 1966). Apollo-programmet havde en uheldig start i 1967, da besætningen indebrændte i kapslen under en test.

#### Fra spionsatellitter til afspænding
Fra sidst i 1950'erne til 1970'erne havde USA spionsatellitter i Corona Programmet til overvågning af Sovjetunionens langtrækkende missiler. Desværre for NASA betød den kolde krigs afslutning et mindre budget. Discovery-programmet var et lavprisprojekt uden militære formål. Det handlede nu om forskning og uddannelse.

Samarbejdet i rummet mellem stormagterne begyndte før den endelige afslutning af koldkrigstiden. Allerede i 1970'erne fløj russiske og amerikanske astronauter sammen i forbindelse med Sojuz-test-programmet. NASA var begyndt at udvikle genbrugsrumfartøjer. Fartøjerne skulle udvikles til at være mere økonomisk rentable og have en højere grad af sikkerhed. Rumfærgen Columbia var den første af den ny type rumfartøj i 1981 fra Rumfærge-programmet.

#### Challenger-ulykken
Sikkerheden i de nye rumfærger var væsentlig forbedrede, men i 1986 eksploderede rumfærgen Challenger 73 sekunder efter opsendelsen, og styrtede ned.
Syv personer omkom ved rumfærge-flyvning nr. STS-51-L, heriblandt skolelærerinden Christa McAuliffe.
Ulykken gav anledning til flere års pause i rumfærgeprogrammet.

### 1990-2004 Nye visioner
Den kolde krig var forbi, og man var mindre bange for at udveksle erfaringer. Inden for flysikkerhed og rumfart er det en vigtig faktor at lære af de dårlige erfaringer for at undgå fremtidige ulykker. I årene 19xx-19xx var flere rumforskningsorganisationer blevet etableret; ESA, JAXA, DNSC, EUMETSAT mfl. Rumforskning var ikke længere kun for de tidligere stormagter. NASA anses dog stadig som værende den førende rumforskningsorganisation med de største ressourcer, viden og erfaring på området.

#### Columbia-ulykken
Syv astronauter omkom da rumfærgen Columbia (STS-107) i februar 2003 brændte ved genindtræden i atmosfæren, blev der som følge af efterforskningen foretaget ledelsesmæssige omstruktureringer. Ledelsen mente ikke, at der var mulighed var for at redde Columbia, og lod derfor rumfærgen komme tilbage som planlagt. Undersøgelseskommissionen Columbia Accident Investigation Board (CAIB) mente, at man kunne have forsøgt at reparere rumfærgen i rummet på trods af risikoen og yderligere forsinkelse. Ved genindtræden i atmosfæren var isoleringen af rumfærgen ikke tæt nok, og den eksploderede. Kaklerne, der skulle isolere rumfærgen, var faldet af under opsendelsen af rumfærgen. Besætningen omkom, og vragdele faldt ned i flere af de amerikanske stater i og omkring Texas. Linda Ham, der mentes at have haft en afgørende rolle i beslutningerne, blev anset for at have haft en interessekonflikt, da hun både havde ansvar for økonomi og sikkerhed. Hun og flere andre ansvarlige for STS-107 blev omplaceret som konsekvens af rumfærge-havariet.
Der var en vis lighed med Challenger (51-L)-rumfærgens nedstyrtning i 1986. Rogerskommissionen fandt, at ingeniører havde advaret om, at udstyr på rumfærgen ikke kunne tåle frost, men at rumfærgen blev sendt af sted på trods af advarslerne.
I modsætning til Challenger og Columbia overlevede Apollo 13's besætning. Besætningen, der 33 år tidligere var på vej til Månen og undervejs fik en eksplosion i en ilttank. Månelandingen blev aflyst, og forsøg på at redde besætningen blev ikke på forhånd opgivet, selvom situationen var kritisk med bl.a. mangel på ilt. Begivenhederne om Apollo 13 er filmatiseret.
Sikkerhed inden for rumfart er vigtig og spiller derfor en stor rolle hos NASA.
Murphy's lov benyttes, hvor høj sikkerhed er påkrævet. De mindste detaljer skal efterprøves og gentages. Intet overlades til tilfældigheder. Columbia (STS-107) er et eksempel på, hvor galt det kan gå.
Modsætningen er Apollo 13, hvor alt gik galt, men mod alle forventninger ikke endte i en katastrofe.
Som rumfartsorganisation har NASA en stor interesse i sikkerhed. Ikke alene pga. økonomiske årsager, men også i forbindelse med omdømmet. NASA er ikke privat ejet, men et "nationalt foretagende" og er afhængig af politikernes velvilje for at få økonomiske ressourcer. NASA's øverste ledelse bliver desuden udnævnt af den amerikanske præsident. NASA's omdømme er et nationalt projekt. Forfatteren Dan Brown har skrevet en bog, der bl.a. omhandler NASA's nationale rolle (skønlitteratur), Morderisk bedrag.

#### Rumfartsulykker
Fire bemandede rummissioner hvor tre besætninger omkom.
- 1967 – Apollo 1 – besætningen omkom ved en brand på affyringsrampen.
- 1970 – Apollo 13 – månelanding aflyst, da ilttank eksploderer på vej til Månen.
- 1986 – Challenger (51-L) – eksploderede under rumfærgeflyvning.
- 2003 – Columbia (STS-107) – styrtede ned under sin genindtræden i jordens atmosfære.

#### Fra fjendskab til fællesskab
Det internationale samarbejde, der var begyndt i 1970erne, var nu blevet ganske omfattende. Hubble, et fælles projekt mellem NASA og European Space Agency. Den Internationale Rumstation er et fælles projekt mellem NASA, European Space Agency herunder: Belgien, Danmark, Storbritannien, Finland, Frankrig, Nederland, Irland, Italien, Norge, Portugal, Schweiz, Spanien, Sverige, Tyskland, Østrig, Luxembourg og Grækenland. Øvrige Canada, Rusland, Japan og Brasilien.

### 2004 – Moon, Mars and Beyond
.
Præsident George W. Bush's tale 14. januar 2004

"We choose to explore space because doing so improves our lives, and lifts our national spirit"

Til Månen, Mars og længere ud i verdensrummet er de nye visioner for USA's rumprogram. De konkrete mål er:
- Første mål er at færdiggøre projektet med den Internationale Rumstation inden 2010.
- Andet mål er at udvikle og teste et nyt besætningsfartøj inden 2008 og starte første bemandede mission senest i 2014.
- Tredje mål er at komme til månen inden 2020 som udgangspunkt for missioner videre ud i rummet. Senest i 2008 skal der sendes en robot til månen for at undersøge overfladen, og senest i år 2015 skal en besætning lande på Månen.
- Med erfaring og viden opnået ved besøg på månen er man klar til næste skridt, bemandede missioner på Mars og videre ud i rummet.
- For at fuldføre disse mål er langsigtet planlægning nødvendig. NASA's nuværende budget over 5 år er på 86$ milliarder.

"Rummet udforskes for at forbedre vores liv på jorden og styrke den nationale ånd."

Og visionerne var Constellation-programmet.

### 2010 – Ny Strategi
Ved Charles Bolden fremlægning af Barack Obamas budget for 2011 ændredes planerne.
Hovedpunkterne i planen er at Den Internationale Rumstations levetid forlænges, rumfarten bliver delvis kommerciel, større fokus på forskning i klimaændringer og Constellation-programmet aflyses . Barack Obama holdt tale på Kennedy Space Center d. 14. april 2010.
Det foreslåede budget er at tilføje $6 milliarder USD til NASA’s 5-årige budget.
Constellation-programmet
Nedlægning af Constellation-programmet der er flere år forsinket og allerede har overskredet budgettet. Det vil kræve yderligere budgetoverskridelser og projektet kan tidligst nå til månen med få astronauter i 2030. Udstyret er udviklet på eksisterende teknologi, man vil hellere forske i at udvikle innovativ teknologi og forventer derved at reducere NASAs udgifter.
De sidste rumfærgeflyvninger
Sikre at der er økonomi til at opsende de sidste rumfærgemissioner med sikkerhedsmargen for forsinkelser og andre udgifter forbundet med sikkerhed.
Den Internationale Rumstation
Forlænge Den Internationale Rumstations levetid frem til 2020 og forsat bevare samarbejde med internationale partnere.
Rumfart
Afprøvning af forskellige rakettyper og brændstof. Udvikle prototyper, afprøve sammenkoblinger og optankning i rummet, flyve til asteroider mm.
Kennedy Space Center
Modernisering af Kennedy Space Center.
Klimaændringer
Forske i klimaændringer og genopsende Orbiting Carbon Observatory (OCO), den forrige gik tabt under opsendelsesforsøg.
Kommercielle partnere
Benytte privat rumfartsteknologi til bemandet rumfart: Boeing m.fl. er nævnt som fremtidige partnere. Det kan skabe arbejdspladser udenfor NASA og kompensere for jobtab i forbindelse med nedlægning af Constellation-programmet.
Robotudvikling
Udvikling af robotmekanismer til automatisering af opgaver i rummet.
Forskning
Udforskning af Jorden, Solen og Universet.
Observation af nærjordsobjekter
Opdage potentielle farlige nærjordsobjekter (se Armageddon- en film hvor NASA redder Jorden fra en asteroide).
Undervisning
Fremme naturvidenskabelige uddannelser.

## Missioner
Historisk set har NASA's missioner været en del af rumkapløbet i koldkrigstiden. I nyere tid er udforskningen af rummet i stigende grad et internationalt samarbejde. For de tidlige missioner var målet at komme først. USSR kom først med verdens første kunstige satellit, Sputnik, og USA kom først til månen med Apollo-programmet.
I dag har flere lande part i Den Internationale Rumstation. Forskere fra hele verden bidrager med delprojekter med alt fra biokemi til mikrochips, og også danske forskere har bidraget med projekter i human ernæring og mikroelektronik.
| Bemandede rummissioner                                                                                           | Årstal    |
| --- | --------- |
| Mercury-programmet. Første bemandede rumfartøj.                                                                  | 1958-1963 |
| Gemini-programmet. Bemandet rumfartøj nummer 2 — Gemini 1.                                                       | 1962-1966 |
| Apollo-programmet. Første månelanding, indsamling af månesten og andet materiale fra Månen.                      | 1961-1972 |
| Skylab. Første rumstation.                                                                                       | 1974-1979 |
| Apollo Soyuz Test Project. Første russisk/amerikanske samarbejdsprojekt.                                         | 1975      |
| Rumfærge-programmet. Planlagt afslutning 2010. Atlantis, Challenger, Columbia, Discovery, Endeavour, Enterprise. | 1981-     |
| MIR. USSR/russisk rumstation. Ikke et NASA projekt, men NASA rumfærger besøgte MIR.                              | 1986-2001 |
| Den Internationale Rumstation (ISS). Planlagt afslutning 2016, men er stadig i drift pr. 2023.                   | 1998-     |
| Constellation-programmet. Næste generation af rumfartøjer Orion, Ares der skal afløse rumfærgerne.               | 2005-     |

### Forskning
Nogle af NASA's forskningsprogrammer er forløbere for større missioner, såsom at lande på Mars med bemandede fartøjer og visioner om at oprette en rumstation på Mars. Ikke alle programmer er sponsoreret af NASA alene, men andre landes rumagenturer, universiteter mfl. deltager også.
| Forskning med rumsonder, teleskoper, satellitter og andre ubemandede rumfartøjer                                                                        | Årstal    |
| --- | --------- |
| Explorer. Første NASA satellit i rummet. Kosmisk strålings detektor til at måle jordens radioaktivitet.                                                 | 1958-     |
| Pioneer. Forsøgte at få satellitter i kredsløb om Månen, fik senere større succes med undersøgelser af Solen .                                          | 1960-     |
| Ranger. Månesonder til optagelse nærbilleder af måneoverfladen.                                                                                         | 1961-     |
| Mariner. Rumsonder til Merkur, Venus og Mars. | 1962-1975 |
| Surveyor. Månesonder til undersøgelse af måneoverfladen, forberedelse til bemandet månelanding.                                                         | 1966-     |
| Lunar Orbiter. Finde landingssted på måneoverfladen til bemandet månelanding.                                                                           | 1966-1967 |
| Voyager. Rumsonder, Voyager 1 og Voyager 2 har været ved de yderste planeter i solsystemet.                                                             | 1977-     |
| Galileo. Rumsonde, udforsker Jupiter og dens måner. | 1989-2003 |
| Great Observatories program. En serie af fire rumobservatorier, der foretager observation på forskellige bølgelængder i det elektromagnetiske spektrum. | 1990-     |
| Hubble-rumteleskopet. Rumteleskop, tager billeder af planeter, stjerner og galakser.                                                                    | 1990-     |
| Cassini-Huygens. Rumsonde, fællesprojekt med ESA, i kredsløb om Saturn.                                                                                 | 1997-     |
| Mars Exploration Rovers. Køretøjer med robotfunktioner på Mars. Spirit første landing på Mars, Opportunity har fundet tegn på vand på Mars.             | 2004-     |
| MESSENGER. Rumsonde til udforskning af Merkur. | 2004-     |
| CloudSat og Calipso. Satellitter til undersøgelse af Jordens klima.                                                                                     | 2006-     |
| New Horizons. Rumsonde, skal undersøge Pluto og derefter videre ud i kuiperbæltet udenfor vores solsystem.                                              | 2006-     |
| Phoenix. Rumsonde, skal undersøge Mars. | 2007-     |

For en mere komplet liste se: Rumsonder (International liste, ikke kun NASA).

## NASA TV
NASA TV er en amerikansk TV-kanal ejet af NASA. Kanalen er inddelt i tre underkanaler: medier, offentlighed og undervisning. Hver af de tre kanaler har forskellige programmer, men fælles er dog, at de alle sender 24 timer i døgnet. Udover mange undervisnings- og dokumentarprogrammer sender kanalen også direkte fra opsendelser og udsender pressemeddelelser. 

NASA TV sendes simultant både over satellit og over internettet. Mange lokale amerikanske TV-udbydere tilbyder NASA TV i deres programpakker. Der er dog altid mulighed for at se NASA TV online.

## Forskningscentre og luftfartsbaser
NASA har mere end 12 centre og et museum, National Air & Space Museum.
- NASA's Hovedkvarter
- John F. Kennedy Space Center (Florida).
- Lyndon B. Johnson Space Center (Texas), Houston.
- Glenn Research Center (Ohio).
- Goddard Space Flight Center (Maryland).
- Jet Propulsion Laboratory (Californien).
- Langley Research Center (Virginia).
- Marshall Space Flight Center (Alabama).
- Stennis Space Center (Mississippi).
- Wallops Flight Facility (Virginia).